# 서해대로
서해대로(西海大路)는 대한민국 인천광역시 중구 신흥동과 율목동을 잇는 간선도로로 총 연장은 4.7km이다. 또한 해당 도로는 송도국제도시와의 접근성을 좋게 하기 위해 아카데미로와 직결된다. 장래에는 유동3거리에서 송현고가차도, 송현터널 등을 거쳐 중봉대로와 직결할 계획을 가진다.

## 접촉하는 도로
- 참외전로
- 제물량로
- 인중로
- 축항대로

## 통과하는 지자체
- 인천광역시 중구
  - 신흥동 - 율목동

## 대체 가능한 도로
- 아암대로 (국도 제77호선)

## 주요 시설
- 수도권제2순환고속도로 : 인천~김포 간 출입구로, 이 도로는 청라국제도시를 통해 인천시내로 빠져 나가는 길목
- 인천항
- CJ제일제당 인천공장
- 한중물류
- 롯데택배
- 항운아파트
- 세아LNS
- 동원로엑스
- 베델로지스틱스
- S-OIL 한진항동주유소
- 인천 유림노르웨이숲 에듀오션아파트
- 일신물류
- 인천본부세관
- 인천지방해양수산청
- 인천출입국·외국인청
- 힐스테이트 하버하우스
- 수인곡물시장
- 신흥동 삼익아파트
- 경남아너스빌
- 인천광역시보건환경연구원
- 인천정보과학고등학교

## 연계 철도역
- 수도권 전철 1호선 : 동인천역[1]